# Большая Балахня
Большая Балахня — река, протекающая в Красноярском крае России.
Длина реки составляет 532 км, площадь водосборного бассейна — 12 600 км². Река берёт начало из озера Маягастах в центральной части Северо-Сибирской низменности и течёт в восточном направлении по заболоченной тундре. Впадает в небольшую бухту на западном берегу Хатангского залива, образуя общую дельту с рекой Гусихой. Питание реки снеговое и дождевое. Замерзает в конце сентября, вскрывается в начале июня. Река богата рыбой: здесь водятся кандёвка, муксун, нельма, голец.
В Государственном водном реестре исток Большой Балахни — это озеро Маягастях, но на самом деле, истоком является группа озёр Курулушка, Долгое и Ат-Бастах, расположенные в 10 км западнее. Озера Маягастах отделяет от этой группы озёр небольшой хребет, из него берёт начало приток реки Мойка-Юрях

## Притоки
Указаны наиболее значительные притоки от устья:
- 59 км: Бугля (лв.)
- 80 км: Арылах (лв.)
- 174 км: Сырута-Яму-Тарида (лв.)
- 207 км: Сылахардах-Юряге (пр.)
- 230 км: Асянду-Яму (лв.)
- 282 км: Бёдёрбо-Тарида (лв.)
- 284 км: Каламута-Яму (лв.)
- 323 км: Мадутамотари (пр.)
- 333 км: Дезознюэймоудо-Тари (пр.)
- 446 км: Тинатуркудяму (лв.)

## Данные водного реестра
По данным государственного водного реестра России и геоинформационной системы водохозяйственного районирования территории РФ, подготовленной Федеральным агентством водных ресурсов:
- Бассейновый округ — Енисейский
- Речной бассейн — Хатанга
- Речной подбассейн — Хатанга от слияния Хеты и Котуя до устья
- Водохозяйственный участок — Реки бассейна моря Лаптевых от мыса Прончищева до границы между Таймырским Долгано-Ненецким районом Красноярского края и Республикой Саха (Якутия) без реки Хатанги
- Код водного объекта — 17040400212117600005636

## Интересные факты
- Осенью 1997 года на правом берегу реки семья долган-оленеводов Жарковых нашла прекрасно сохранившийся череп мамонта с двумя бивнями, каждый из которых был длиной 230 см и весом 50 кг. Исследования показали, что мамонт жил и погиб в бассейне реки около 20 тысяч лет назад, по стёртости зубов его возраст был определён в 47—50 лет. Назван мамонтом Жаркова в честь главы семейства — Семёна Жаркова.[3]
- В долине реки гнездится колония розовых чаек (45—50 пар). Это малоизученный вид, занесённый в Красную книгу России.[4]